# Pitbulls in the Nursery
Pitbulls in the Nursery (PITN) est un groupe de metal expérimental français, originaire de Rambouillet, dans les Yvelines. Le groupe est composé de Jérôme « Jerry » Farion à la batterie, Simon « Saïm » Thevenet et Mat Commun aux guitares, Francesco Ugarte à la basse et Ced Mar au chant. L'univers de PITN est un mélange d'influence allant du Death metal au Rock progressif influencé par des groupes tels que Death, Meshuggah, Cynic, Atheist, Isis, Pink Floyd, Metallica, Pantera, Red Hot Chili Peppers, Rage Against the Machine, ou Morbid Angel entre autres.

## Biographie

### Débuts etImpact(1997–2005)
Le groupe est formé en 1997 par Julien « Panda » Foucault à Rambouillet, dans les Yvelines. Il s'agit alors d'un projet de copains de lycée. C'est en 2001 que le groupe décide partir sur des bases stables et de monter un projet sérieux. En janvier 2001, Mat Commun intègre le groupe qui décide de finaliser la composition de trois titres afin de les enregistrer pour sortir une démo qui servira de moteur promotionnel au groupe. Pitbulls in the Nursery sort alors l'EP trois titres, Impact, enregistré, mixé et masterisé par Alexis Phélipot (ex-Droÿs, ex-Misanthrope) en cinq jours. L'album contient les titres Monkey's Masturbation, Strong et Impact. En juin 2001, Guillaume Baligand (basse) quitte le groupe et est remplacé par Francesco Ugarte. Cette formation demeurera inchangée jusqu'en 2007.
Revendiquant des influences telles que Cynic, Death, Atheist, Meshuggah, cette démo est appréciée par la presse spécialisée, et la première presse de 200 exemplaires se révèle insuffisante, au point qu'une seconde presse de 500 exemplaires est effectuée et permet au groupe de continuer sa promotion. PITN côtoie sur scène d'autres noms du métal tels que Aborted, Gojira, Gronibard, Kaizen, No Return, Yyrkoon, Korum, Klone, Benighted, et Trepalium. C'est aussi à l'occasion de la sortie de cet EP que le groupe décide de travailler avec le designer Geoffroy Thoorens (Djahalland), qui deviendra le graphiste et ingénieur lumière du groupe, et d'intégrer Olivier Legrand (Benighted, Kronos, etc.) au son pour les lives du groupe. Sur la lancée de l'EP Impact, PITN participe à plus de 80 concerts à travers l'Europe entre 2003 et 2007. Ils partageront notamment l'affiche avec Gojira, Cynic, Black Bomb A, No Return, 7th Nemesis, Ultra Vomit, In Quest, Aborted, Klone, Benighted, Trepalium, Hacride, Monstrosity, et Vile. Ils produiront aussi dans des salles telles que La Loco (Paris), Le Zénith (Paris), Le Nouveau Casino (Paris), L'Usine (Genève), et Barbey (Bordeaux).

### Lunatic(2005–2006)
Le lundi 11 juillet 2005, le groupe annonce la sortie de la compilation de metal français Revolution Calling où figure leur titre Lunatic Factory En octobre 2005, PITN annonce officiellement un accord de distribution avec le label grec Black Lotus Records pour son premier album, Lunatic. L'album est enregistré en trois semaines en décembre 2004 au Studio des Milans et masterisé par Jean-Pierre Bouquet. Il sort le 13 février 2006, avec un livret et une pochette réalisés par Geoffroy Thoorens comme pour Impact. L'album contient les trois titres d'Impact, ré-enregistrés et ré-arrangés avec le nouveau bassiste pour l'occasion, ainsi que huit nouveaux titres.
Les critiques sont plutôt positives, saluant la technique et la virtuosité des guitaristes et du batteur ainsi que la volonté de PITN de ne pas se cantonner à un death metal rapide pur et dur, en ménageant des plages plus calmes voire des ruptures de rythme au sein d'un même morceau. Les principaux reproches concernent plutôt la production et le style du chant qui reste dans un registre death metal, alors que les musiciens n'hésitent pas en s'en écarter franchement comme en témoigne le mélange de musique indienne et de métal qui figure en piste cachée à la fin de l'album. Ce premier album et l'énergie du groupe sur scène attirent l'attention de l'entreprise polonaise Mayones Guitars, qui réalise des guitares signatures pour Mat et Saim la même année. 

### Incertitudes (2007-2010)
Un premier coup dur survient le mercredi 21 juin 2006, lorsque Black Lotus Records annonce soudainement sa mise en faillite. Ceci entraîne de facto la rupture du contrat entre Pitbulls in the Nursery et le label. Le 17 octobre 2007, le groupe annonce le départ de son chanteur, parolier et cofondateur Panda, dont le dernier concert avec PITN se déroule le 24 novembre à la scène Bastille à Paris, avec Hacride. Il est remplacé par le chanteur Cédric, de Supertanker. 
En mars 2010, le groupe et Cédric mettent fin à cette collaboration pour des raisons artistiques, les deux parties ne sachant pas comment se positionner sur la nouvelle direction pour le chant du futur album : la nouvelle est rendue publique le 20 avril 2010 lorsque groupe annonce sur son site et sa page Facebook qu'il est à la recherche d'un nouveau chanteur. Ce changement n'empêche pas le groupe de travailler à son deuxième album. PITN prévoit de proposer un aperçu instrumental de ses nouvelles chansons lors du festival Métal Fête du 4 juillet au café de la Plage, à Maurepas. Fin 2010, à la suite des auditions de nombreux chanteurs, le groupe trouve la voix du futur album en la personne de Tersim Backle (ex-Small, Wurm) qui intègre le groupe début 2011. Le groupe reprit chacune des compositions existantes pour l'adapter au nouveau chant et aux textes de ce nouveau chanteur qui apporte un second souffle dans la finalisation de l'écriture de l'album à venir.

### Equanimity(2014–2015)
Avec l'arrivée de Tersim Backle, le groupe reprendra chaque morceau déjà écrit afin de les adapter au nouveau chant, et composera les derniers titres. Dans le même temps, le groupe repart sur scène pour quelques dates afin de montrer qu'il est bel et bien de retour avec de nouvelles compos et un chanteur avec un nouvel univers, partageant la scène avec des groupes tels que Loudblast, Benighted, Trepalium, Kronos, Eths, Dagoba, et 7 Weeks. L'enregistrement de l'album se fera durant cette période au Dark Wizard Studio avec François Ugarte aux manettes. En décembre 2014, l'album est masterisé par Alan Douches (Cannibal Corpse, Death, Symphony X, etc.).
En avril 2015, le groupe décide de faire appel à ses auditeurs afin de réunir des fonds via Ulule à travers des préventes en tout genre accompagnées de bonus pour sortir l'album dans les meilleures conditions possibles. Le groupe recevra 196 % de la somme demandée et proposera donc de rééditer le premier album Lunatic et de réaliser un maxi Sitar/Metal dans l'esprit du ghost-track de Lunatic,. Le 4 mai 2015, Equanimity sort en partenariat avec Klonosphère et Season of Mist,. L'album est composé de neuf titres. La pochette est une nouvelle fois réalisée par Geoffroy Thoorens alias Djahal (Alien 5, League of Legends, Sonic, Dreamworks, etc.) 

### Sitar/Metal(depuis 2016)
Le 21 septembre 2016, le groupe annonce, via sa page Facebook, la fin de sa collaboration avec le chanteur Tersim Backle, mais affirme néanmoins maintenir ses dates avec l'annonce prochaine d'un remplaçant. Cédric, chanteur de Supertanker et Tsar Bomba, qui avait déjà joué pour PITN, reprend le micro pour les dates déjà prévues et s'impose naturellement comme le nouveau chanteur du groupe interprétant avec beaucoup d'aisance les univers très différents des deux albums du groupe. À la fin de 2016 et en 2017, le groupe se consacre à la pleine composition Sitar/Metal et continue d'écrire de nouveaux titres en vue d'un prochain album.

## Membres
Simon « Saim » Thevenet et Jérôme « Jerry » Farion sont cofondateurs du groupe.

### Membres actuels
- Jerry Farion − batterie (depuis 1996)
- Saim Thevenet − guitare, sitar (depuis 1996)
- Mat Commun − guitare (depuis 2001)
- Francesco Ugarte − basse (depuis 2001)
- Ced Mar − chant (2007–2009, depuis 2016)

### Anciens membres
- Alexandre Baranski − basse (1996–1997)
- Alexandre Blanchard − guitare (1996–2001)
- Julien Foucault − chant (1996–2007)
- Guillaume Baligand − basse (1997–2001)
- Tersim Backle − chant (2010–2016)

## Discographie
- 2001 : Impact (EP)
- 2006 : Lunatic (album)
- 2015 : Equanimity